# 塩谷町
塩谷町（しおやまち）は、栃木県北部に位置し、塩谷郡に属する町。県内では人口が最も少ない自治体である。
町の北部にある高原山は日光国立公園の一部となっている。通勤率は、宇都宮市へ13.8%、矢板市へ11.4%、日光市へ10.6%（いずれも平成22年国勢調査）。

## 地理
町の概形は三角形をしており、南北21 km×東西18 kmに広がる。町域のおよそ6割を山林原野が占める。農業が行われ、スプレー菊やヤーコンが特産品である。
- 山：高原山
- 河川：利根川水系鬼怒川、那珂川水系荒川
- 湖沼：東古屋湖、西古屋湖、東荒川ダム

### 気候
| 塩谷（1991年 - 2020年）の気候      | 塩谷（1991年 - 2020年）の気候 | 塩谷（1991年 - 2020年）の気候 | 塩谷（1991年 - 2020年）の気候 | 塩谷（1991年 - 2020年）の気候 | 塩谷（1991年 - 2020年）の気候 | 塩谷（1991年 - 2020年）の気候 | 塩谷（1991年 - 2020年）の気候 | 塩谷（1991年 - 2020年）の気候 | 塩谷（1991年 - 2020年）の気候 | 塩谷（1991年 - 2020年）の気候 | 塩谷（1991年 - 2020年）の気候 | 塩谷（1991年 - 2020年）の気候 | 塩谷（1991年 - 2020年）の気候 |
| 月                                 | 1月                           | 2月                           | 3月                           | 4月                           | 5月                           | 6月                           | 7月                           | 8月                           | 9月                           | 10月                          | 11月                          | 12月                          | 年                            |
| ---------------------------------- | ----------------------------- | ----------------------------- | ----------------------------- | ----------------------------- | ----------------------------- | ----------------------------- | ----------------------------- | ----------------------------- | ----------------------------- | ----------------------------- | ----------------------------- | ----------------------------- | ----------------------------- |
| 最高気温記録 °C （°F）             | 16.8 (62.2)                   | 21.1 (70)                     | 24.5 (76.1)                   | 29.5 (85.1)                   | 33.5 (92.3)                   | 35.0 (95)                     | 35.9 (96.6)                   | 36.6 (97.9)                   | 34.8 (94.6)                   | 31.1 (88)                     | 23.8 (74.8)                   | 22.8 (73)                     | 36.6 (97.9)                   |
| 平均最高気温 °C （°F）             | 7.2 (45)                      | 8.2 (46.8)                    | 11.9 (53.4)                   | 17.5 (63.5)                   | 22.2 (72)                     | 24.8 (76.6)                   | 28.4 (83.1)                   | 29.8 (85.6)                   | 25.9 (78.6)                   | 20.5 (68.9)                   | 15.0 (59)                     | 9.7 (49.5)                    | 18.4 (65.1)                   |
| 日平均気温 °C （°F）               | 1.1 (34)                      | 2.0 (35.6)                    | 5.5 (41.9)                    | 10.9 (51.6)                   | 16.3 (61.3)                   | 19.8 (67.6)                   | 23.4 (74.1)                   | 24.3 (75.7)                   | 20.6 (69.1)                   | 14.9 (58.8)                   | 8.6 (47.5)                    | 3.3 (37.9)                    | 12.6 (54.7)                   |
| 平均最低気温 °C （°F）             | −4.4 (24.1)                   | −3.7 (25.3)                   | −0.6 (30.9)                   | 4.7 (40.5)                    | 10.8 (51.4)                   | 15.6 (60.1)                   | 19.7 (67.5)                   | 20.5 (68.9)                   | 16.5 (61.7)                   | 9.9 (49.8)                    | 2.9 (37.2)                    | −2.1 (28.2)                   | 7.5 (45.5)                    |
| 最低気温記録 °C （°F）             | −13.5 (7.7)                   | −13.1 (8.4)                   | −12.0 (10.4)                  | −5.0 (23)                     | 0.8 (33.4)                    | 6.8 (44.2)                    | 10.0 (50)                     | 11.9 (53.4)                   | 5.9 (42.6)                    | −1.1 (30)                     | −6.4 (20.5)                   | −9.8 (14.4)                   | −13.5 (7.7)                   |
| 降水量 mm （inch）                 | 40.2 (1.583)                  | 38.5 (1.516)                  | 94.0 (3.701)                  | 119.7 (4.713)                 | 146.5 (5.768)                 | 193.9 (7.634)                 | 250.9 (9.878)                 | 245.0 (9.646)                 | 240.3 (9.461)                 | 181.6 (7.15)                  | 79.2 (3.118)                  | 41.0 (1.614)                  | 1,670.9 (65.783)              |
| 平均降水日数 （≥1.0 mm）           | 4.2                           | 5.0                           | 8.6                           | 10.6                          | 11.6                          | 15.0                          | 16.5                          | 14.6                          | 13.5                          | 10.3                          | 6.5                           | 4.7                           | 121.1                         |
| 平均月間日照時間                   | 187.7                         | 185.6                         | 191.7                         | 187.8                         | 178.0                         | 119.0                         | 116.9                         | 142.0                         | 117.6                         | 137.3                         | 159.4                         | 178.5                         | 1,904.9                       |
| 出典1：Japan Meteorological Agency |                               |                               |                               |                               |                               |                               |                               |                               |                               |                               |                               |                               |                               |
| 出典2：気象庁                      |                               |                               |                               |                               |                               |                               |                               |                               |                               |                               |                               |                               |                               |

## 歴史

### 沿革
- 1889年4月1日 - 玉生村（たまにゅうむら）、船生村（ふにゅうむら）、大宮村（おおみやむら）の3村が成立。
- 1957年3月31日 - 玉生村・船生村・大宮村が合併、塩谷村となる。
- 1965年2月11日 - 町制施行、塩谷町となる。
- 2022年7月1日 - 矢板市との間で境界を変更する[6]。

## 人口
| |                                        |  |
| 塩谷町と全国の年齢別人口分布（2005年） | 塩谷町の年齢・男女別人口分布（2005年） |  |
| ■紫色 ― 塩谷町 ■緑色 ― 日本全国 | ■青色 ― 男性 ■赤色 ― 女性              |  |
| 塩谷町（に相当する地域）の人口の推移 \| 1970年（昭和45年） \| 15,155人 \| \| \| 1975年（昭和50年） \| 14,751人 \| \| \| 1980年（昭和55年） \| 14,930人 \| \| \| 1985年（昭和60年） \| 15,148人 \| \| \| 1990年（平成2年） \| 14,898人 \| \| \| 1995年（平成7年） \| 14,729人 \| \| \| 2000年（平成12年） \| 14,171人 \| \| \| 2005年（平成17年） \| 13,462人 \| \| \| 2010年（平成22年） \| 12,560人 \| \| \| 2015年（平成27年） \| 11,495人 \| \| \| 2020年（令和2年） \| 10,354人 \| \| |                                        |  |
| 総務省統計局 国勢調査より |                                        |  |
| 1970年（昭和45年） | 15,155人                               |  |
| 1975年（昭和50年） | 14,751人                               |  |
| 1980年（昭和55年） | 14,930人                               |  |
| 1985年（昭和60年） | 15,148人                               |  |
| 1990年（平成2年） | 14,898人                               |  |
| 1995年（平成7年） | 14,729人                               |  |
| 2000年（平成12年） | 14,171人                               |  |
| 2005年（平成17年） | 13,462人                               |  |
| 2010年（平成22年） | 12,560人                               |  |
| 2015年（平成27年） | 11,495人                               |  |
| 2020年（令和2年） | 10,354人                               |  |

栃木県の市町では最も人口が少ない。

## 行政

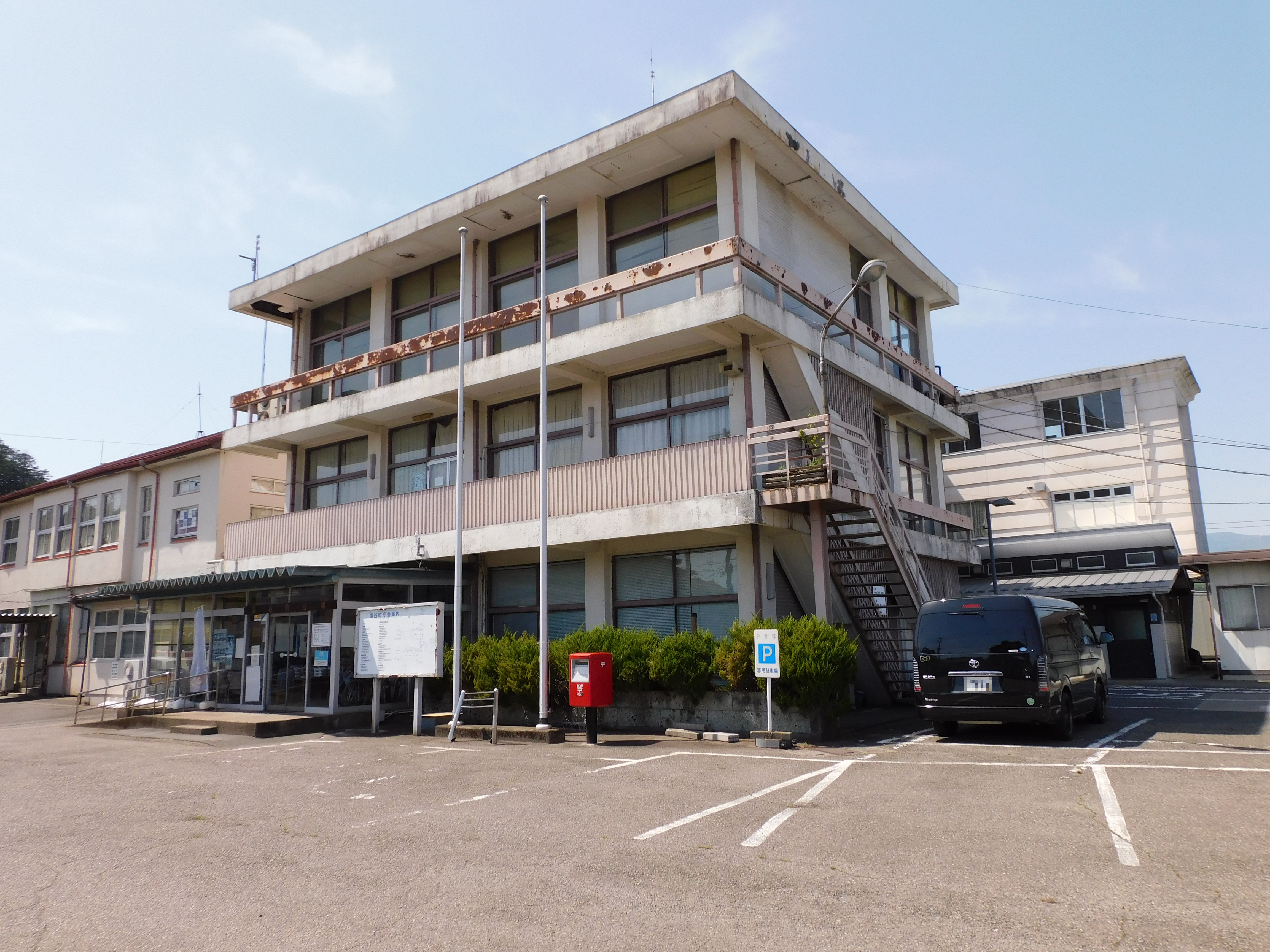
旧庁舎

- 役場：栃木県塩谷郡塩谷町大字玉生955番地3[1]
  - 旧庁舎（栃木県塩谷郡塩谷町大字玉生741番地）は1952年に玉生村役場庁舎として建設され、その後は塩谷村役場や塩谷町役場として使用され8度にわたり増築されたが、老朽化が進行していた[7][8]。2022年2月26日、旧玉生中学校敷地で新庁舎の起工式が行われ、建設が進められた[9]。
  - 2023年11月2日、旧庁舎の閉庁式が執り行われた[7]。新庁舎での業務は2023年11月6日から開始する[7]。

- 塩谷町（村）長

| 代 | 氏名       | 就任                      | 退任                      | 備考                  |
| -- | ---------- | ------------------------- | ------------------------- | --------------------- |
| 1  | 小野﨑良一 | 1957年（昭和32年）5月10日 | 1969年（昭和44年）5月9日  | 1965年2月11日から町長 |
| 2  | 大嶋長重   | 1969年（昭和44年）5月10日 | 1973年（昭和48年）5月9日  |                       |
| 3  | 手塚治良   | 1973年（昭和48年）5月10日 | 1977年（昭和52年）5月9日  |                       |
| 4  | 柿沼尚志   | 1977年（昭和52年）5月10日 | 1989年（平成元年）5月9日  |                       |
| 5  | 大島藤吾   | 1989年（平成元年）5月10日 | 1997年（平成9年）5月9日   |                       |
| 6  | 植木誠也   | 1997年（平成9年）5月10日  | 2004年（平成16年）7月20日 |                       |
| 7  | 柿沼尚志   | 2004年（平成16年）8月29日 | 2008年（平成20年）8月28日 |                       |
| 8  | 手塚功一   | 2008年（平成20年）8月29日 | 2012年（平成24年）8月28日 |                       |
| 9  | 見形和久   | 2012年（平成24年）8月29日 | 現職                      |                       |

出典:『栃木県町村会七十年史』, p. 505
- 出典に記載がない部分を『全国市町村要覧』と『広報しおや』を参考にして追加

### 広域行政
- 塩谷広域行政組合：矢板市、さくら市、塩谷町、高根沢町で組織され、塩谷広域行政組合消防本部（消防）と塩谷広域環境衛生センター（ごみ焼却施設及び粗大ごみ処理施設）及びしおや聖苑（火葬場）の運営を行なっている。

### 衆議院
- 任期 ： 2017年（平成29年）10月22日 - 2021年（令和3年）10月21日（「第48回衆議院議員総選挙」参照）

| 選挙区 | 議員名   | 党派名     | 当選回数 | 備考   |
| --- | -------- | ---------- | -------- | ------ |
| 栃木県第2区（塩谷町、宇都宮市（旧上河内町、河内町域）、鹿沼市、日光市、さくら市、栃木市（旧西方町域）、高根沢町） | 福田昭夫 | 立憲民主党 | 5        | 選挙区 |

## 指定廃棄物最終処分場候補地
2014年7月30日、放射性物質を含む指定廃棄物の最終処分場の候補地として塩谷町上寺島（寺島入）の国有地が提示された。環境省からの提示を受けた見形和久町長は「明確に反対ということで話をした」と述べた。同年7月31日、県指定廃棄物処理市町村長会議で石原伸晃環境大臣が候補地での詳細調査への協力を求めた。同年8月5日、塩谷町議会が候補地の白紙撤回を求める意見書を全会一致で可決した。意見書では候補地が尚仁沢湧水に隣接し不適切であると表明している。
同年8月31日、最終処分場建設に反対する「塩谷町民指定廃棄物最終処分場反対同盟会」が町内で住民集会を開き、候補地選定の白紙撤回を求める決議を採択した。主催者発表によると同集会には約2,000人が参加した。
同年9月19日、塩谷町議会は「町高原山・尚仁沢湧水保全条例」案を全会一致で可決し、条例は即日施行された。条例に基づき町は湧水等保全地域を指定し、指定後は同地域内での指定廃棄物の最終処分場の設置等の際には町の許可を要することとなる。
同年10月29日、塩谷町民指定廃棄物最終処分場反対同盟会は候補地選定の白紙撤回を求める173,573人分の署名を環境省に提出した。
この問題に対して、見形町長は指定廃棄物を福島第一原子力発電所周辺に貯蔵すべきと主張している。同年11月4日、5日、見形町長は県内24市町を訪問し各市町長にこの主張への理解を求めている。なお、指定廃棄物を福島第一原発周辺に集約すべきという主張は見形町長が初めてではなく、以前に矢板市が最終処分場の候補地に選定された際に福田昭夫衆議院議員が指定廃棄物を福島第一原発敷地内で一時保管すべきと主張していた。
同年11月9日、県指定廃棄物処理促進市町村長会議で見形町長は福島第一原発周辺に処分場を作ることを主張したが、望月義夫環境大臣は県内処理を見直さない方針を表明し、福田富一知事は国の方針を支持した。同会議で福田知事は指定廃棄物を放射線量が減衰した時点でリサイクルし原状回復する方法を提案した。
2015年2月2日、環境省は現地にて候補地の面積確認をしようとするも、候補地へ通じる林道入口付近に最終処分場建設に反対する住民らが集結し同省職員らの立ち入りを阻止した。
同年6月9日、塩谷町は環境省への抗議文を同月8日付で送付したと発表した。望月環境大臣が県内処理を見直さない方針を表明したことについて、同町は文書の中で検証結果を待たず結論を誘導するものだと批判している。また、同文書では各県ごとに最終処分場を設置することを定めた放射性物質汚染対処特措法の見直しを求めている。
同年6月26日、環境省による住民説明会開催の要請に対して、塩谷町はこれを拒否すると回答した。
同年7月8日、県指定廃棄物処分等有識者会議は環境省による候補地選定プロセスが適切であったとする最終報告をまとめた。また、環境省は一時保管している指定廃棄物のうち放射能濃度が10万Bq/kg超のものが171トンであることを公表した。
同年10月9日、県市長会長の佐藤栄一宇都宮市長と県町村会長の古口達也茂木町長が塩谷町役場を訪問し、環境省の説明会開催の要請に応じるよう説得するも見形町長は拒否した。
同年10月14日、環境省は現地調査を行ったところ、関東・東北豪雨によって候補地の一部が冠水した可能性があることが判明した。これに対し調査に同行した環境省の有識者は対策を講じれば処分場建設は可能とする見解を表明した。同年10月16日、丸川珠代環境大臣は候補地を変更しない意向を表明した。なお、この現地調査の時に有識者が処分場建設の詳細調査に向けた情報収集を目的に挙げるなど災害調査の目的を逸脱した発言をしたとして、見形町長は同年10月26日に環境省を訪問し抗議文を提出している。
また、環境省が町の全世帯に対して指定廃棄物について考えを聞くダイレクトメールを郵送したことに関して、町は10月22日付で環境省に対して抗議文を郵送した。町は抗議文の中でいたずらに町民の不安をあおる行為だと批判している。環境省によると、このダイレクトメールに対する町民の回答は10月23日までにおよそ900通で、そのうち環境省の意向に理解を示す意見は1割弱にとどまり、9割以上は環境省の方針に反対する意見だったという。同年10月29日、環境省は町の全世帯に対して再度ダイレクトメールを郵送した。前回のダイレクトメールには連絡先の記載がなかったが、今回は連絡先を記載した上で質問への回答形式で処分場の安全性などを説明している。同年11月6日、町は再度のダイレクトメール郵送に関して環境省に対して抗議文を郵送した。なお、同年12月には環境省が町の全世帯に対して3回目となるダイレクトメール郵送を行っている。
同年11月20日、町民対象の報告会で町は9月の豪雨の被害状況を説明した。報告会の中で見形町長は、豪雨で冠水した候補地は候補地になり得ないと述べ、環境省に候補地の返上を伝える意向を表明した。
同年11月30日、環境省は会見で先の豪雨の影響調査の結果を公表した。その中で候補地の一部で冠水の痕跡があったことを認めたものの、大規模な土石流の影響は受けにくいとしている。また、環境省は影響を正確に把握するため詳細調査が必要だと説明したが、見形町長は詳細調査を拒否する考えを表明している。
この問題で同年12月9日、塩谷町民と福田知事が県公館で初めて話し合いをしている。
2016年1月22日、井上信治環境副大臣が福田知事、見形町長と会談し、環境省が各県ごとに1か所ずつ処分場を造る方針を断念したとする一部報道について、その事実がないことを説明した。
同年10月17日、県指定廃棄物処理促進市町村長会議で環境省は指定廃棄物のうち国の基準値の8千Bq/kgを下回ったものを一般ごみとして処理し、また個人で保管している農家などの負担を軽くするために焼却による減容化、保管場所の集約の方針を説明した。
2017年7月10日、環境省は宇都宮市内で行われた会議で、農家が一時保管している廃棄物の減容化や保管場所の集約を提案したが合意には至らなかった。

## 地域

### 町名一覧

#### 玉生地区
- 大字飯岡（いいおか）
- 大字金枝（かなえだ）
- 大字上寺島（かみてらしま）
- 大字喜佐見（きざみ）
- 大字熊ノ木（くまのき）
- 大字下寺島（しもてらしま）
- 大字玉生（たまにゅう）
- 大字道下（どうした）
- 大字鳥羽新田（とばしんでん）
- 大字原荻野目（はらおぎのめ）
- 大字東房（ひがしぼう）
- 大字芦場新田（よしばしんでん）

#### 大宮地区
- 大字泉（いずみ）
- 大字上沢（うわさわ）
- 大字上平（うわたいら）
- 大字大久保（おおくぼ）
- 大字大宮（おおみや）
- 大字風見（かざみ）
- 大字風見山田（かざみやまだ）
- 大字田所（たどころ）
- 大字肘内（ひじうち）

#### 船生地区
- 大字佐貫（さぬき）
- 大字船生（ふにゅう）

### 教育

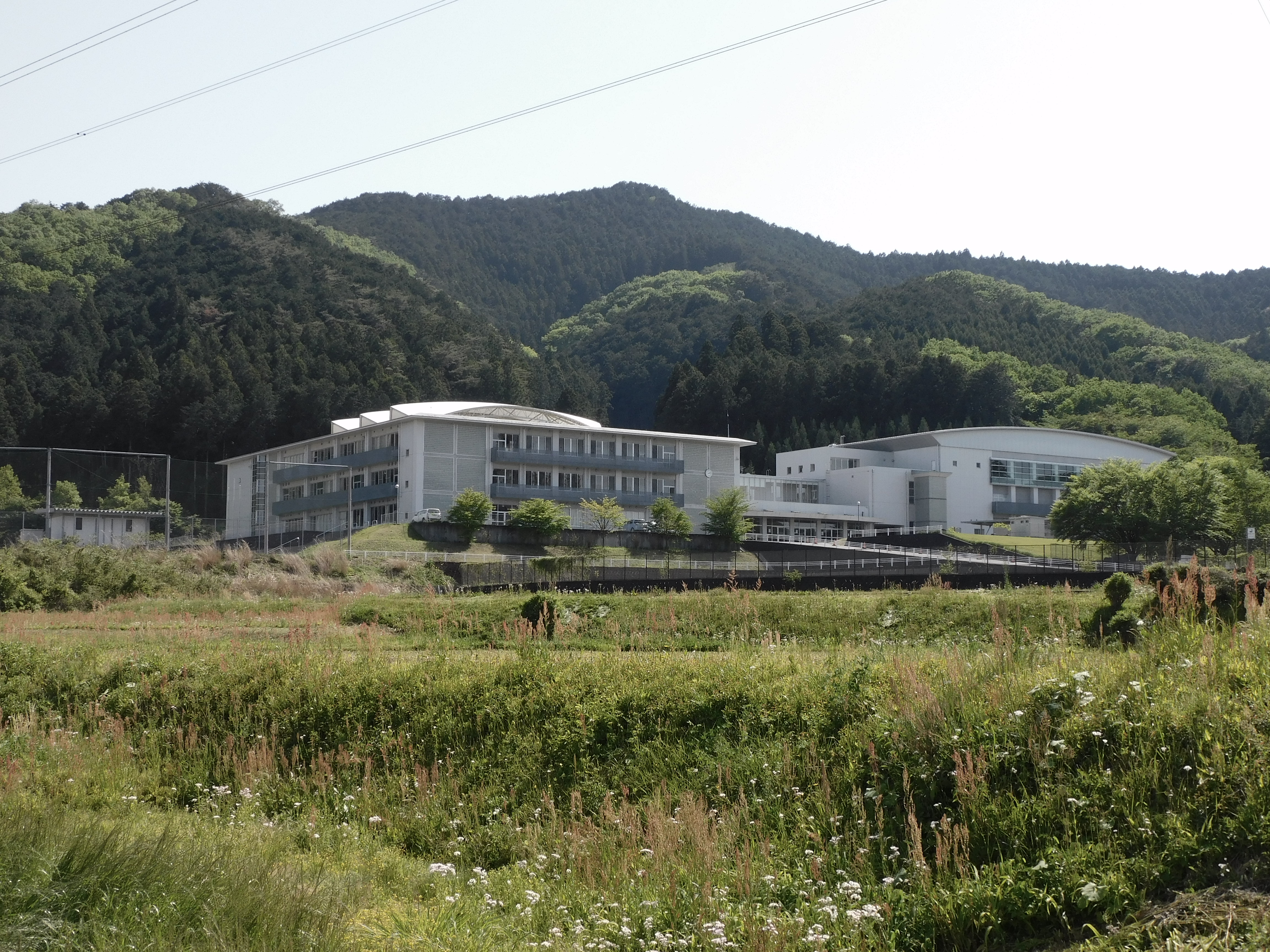
塩谷中学校

#### 高等学校
- 日々輝学園高等学校

#### 中学校
- 塩谷町立塩谷中学校

#### 小学校
- 塩谷町立玉生小学校
- 塩谷町立大宮小学校
- 塩谷町立船生小学校

#### かつて存在した学校
- 栃木県立塩谷高等学校（2013年3月閉校、校地は日々輝学園高等学校開桜館に転用[42]）
- 塩谷町立玉生中学校（2005年に塩谷中学校へ統合、校地に塩谷町役場新庁舎を建設中[9]）
- 塩谷町立船生中学校（2005年に塩谷中学校へ統合）
- 塩谷町立大宮中学校（2005年に塩谷中学校へ統合、校地は日々輝学園高等学校に転用[43]）
- 塩谷町立大久保小学校（2007年3月末で廃校：大宮小学校に統合）
- 塩谷町立田所小学校（2007年3月末で廃校：大宮小学校に統合）
- 塩谷町立玉生小学校　熊ノ木分校（明治7年開校、平成11年3月玉生小学校に統合。校地は宿泊施設「星ふる学校くまの木」に転用[4]）
- 塩谷町立船生西小学校（廃校：船生小学校に統合）
- 塩谷町立船生東小学校（廃校：船生小学校に統合）

- 塩谷町立熊ノ木小学校　鳥羽新田分校（開校：明治20年　廃校：昭和43年）
- 塩谷町立熊ノ木小学校　東古屋分校（開校：明治34年　廃校：昭和42年）
- 塩谷町立熊ノ木小学校　西高原分校（開校：昭和32年　廃校：昭和50年3月）

### その他の教育施設
- 塩谷町生涯学習センター - 調理室、学習室、スタジオ、アトリエ、塩谷町図書館などがある[44]。
- 塩谷町総合公園

### 郵便
郵便番号は「329-22xx」（玉生地区）、「329-23xx」（大宮地区）、「329-24xx」（船生地区）が該当する。集配局は町内全域が玉生郵便局の管轄となる。

#### 郵便局
- 船生郵便局（07038）
- 玉生郵便局（07069）
- 大宮郵便局（07108）

### 電話番号
一部地域（後述）を除く町内全域が大田原MAの管轄となり、市外局番は「0287」。収容局は以下のビルが該当し、市内局番は以下の通り。
- 玉生局：41（1000・2000番台）、45
- 栃木大宮局：41（3000・4000番台）、46
- 船生局：41（5000・6000番台）、47

下記地域は塩谷町外の収容局が管轄となる。
- 矢板局：40、43、44
  - 大字喜佐見の一部地域が該当。
- 塩野室局（今市MA・市外局番は「0288」）：26（7000・8000番台）、32（6000・7000番台）
  - 大字佐貫の一部地域が該当。
- 鬼怒川川治局（今市MA・市外局番は「0288」）：70、76、77
  - 大字上寺島の一部地域が該当。
- 上河内局（宇都宮MA・市外局番は「028」）：674
  - 大字上平の一部地域が該当。

## 交通

### 鉄道
町内に鉄道駅は存在しない。最寄り駅は、JR東日本東北本線矢板駅。
- 東北新幹線（JR東日本）が宇都宮駅 - 那須塩原駅間で約 930m にわたって当町東部を通過している。
- 東武矢板線が町内を走っていたが、1959年6月30日をもって廃止になった。西船生駅、船生駅、天頂駅、芦場駅、玉生駅、柄堀駅が町内（廃止当時は塩谷村）にあった。
  - 廃止代替で、新高徳駅 - 矢板駅間のバスが運行されている。

### 路線バス
- 関東自動車
  - 駒生営業所 - 東武駅前 - JR宇都宮駅 - 田原 - 今里 - 羽黒山入口 - 大宮 - 原荻の目 - 玉生車庫
  - JR宇都宮駅 - 東武駅前 - 徳次郎 - 塩野室 - 佐貫観音 - 船生
- しおや交通・町直営[45]（受託運行：大新東）
  - 新高徳駅 - 船生 - 玉生 - （矢板高校） - 矢板駅[46]

このほか、町が運営していた塩谷町営バスは2012年（平成24年）に廃止となった。また、2014年（平成26年）に藤田合同バス：新高徳駅 - 矢板駅線が休止（廃止）された。

### 道路
一般国道
- 国道461号（日光北街道）

県道
- 主要地方道
  - 栃木県道62号今市氏家線
  - 栃木県道63号藤原宇都宮線
  - 栃木県道74号塩谷喜連川線
  - 栃木県道77号宇都宮船生藤原線
- 一般県道
  - 栃木県道220号大久保蒲須坂線
  - 栃木県道242号矢板塩谷線
  - 栃木県道273号東古屋上寺島線

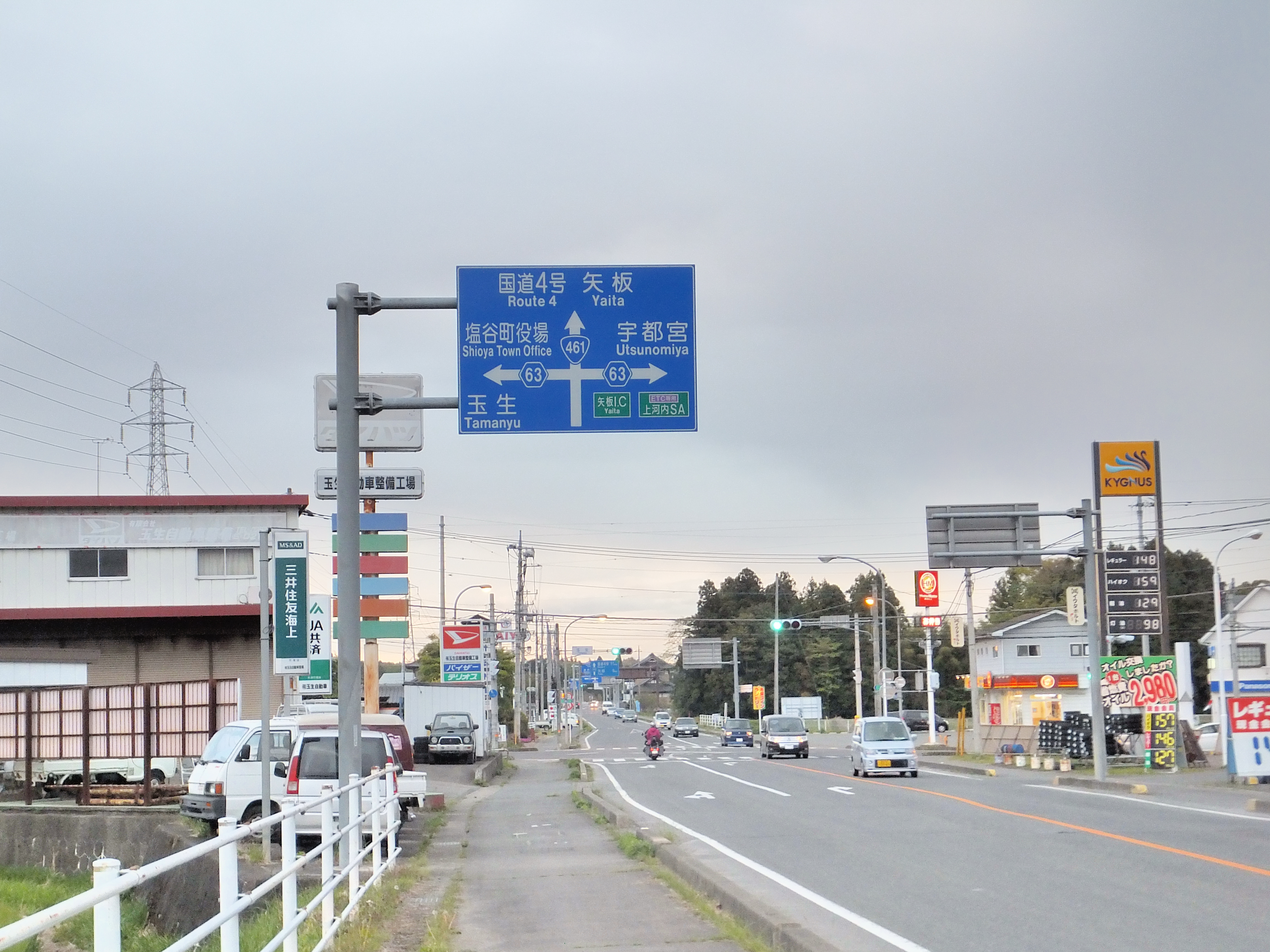
国道461号（玉生交差点付近）

※ なお、東北自動車道が上河内スマートIC - 矢板IC間で当町東部を通過している。

## 出身有名人
- 船村徹（作曲家） - 旧船生村出身。
- ギュウゾウ（大島剛人） - 電撃ネットワーク－玉生梍橋（さいかちばし）出身。
- 鈴木従道（陸上選手・長距離走） - 玉生出身。
- 銀粉蝶（女優） - 船生出身。
- 木下龍太郎（作詞家） - 船生出身。
- 和気史郎（画家） - 旧玉生村出身。
- 直井研二（演出家）（東京藝術大学助教）-玉生東房出身
- 桜井昌司（布川事件元被告人）

## 名所・旧跡・観光スポット・祭事・催事
- 尚仁沢湧水（名水百選）
- 尚仁沢名水パーク（東荒川ダム親水公園）
- 道の駅湧水の郷しおや
- 佐貫観音院（東海寺別院）
  - 佐貫石仏（磨崖仏、国指定の史跡） - 大谷磨崖仏（宇都宮市・特別史跡）・臼杵磨崖仏（臼杵市・国宝）などと、ともに1926年2月24日に指定
- 高原山水源の森（水源の森百選）
- しおや湧水の里ウォーク大会-毎年4月に開催、塩谷町内を24時間の制限時間で歩く「地獄の100km」。毎年8/11山の日を記念し、高原山南麓の荒川源流（大滝風景林、尚仁沢湧水）を歩く「灼熱の40.8km」